# Ligne Hachinohe
La ligne Hachinohe (八戸線, Hachinohe-sen) est une ligne ferroviaire exploitée par la East Japan Railway Company (JR East), dans les préfectures d'Aomori et Iwate au Japon. Elle relie la gare de Hachinohe à Hachinohe à la gare de Kuji à Kuji.

## Histoire
La ligne a été ouverte par étapes entre 1894 et 1930.

## Caractéristiques

### Ligne

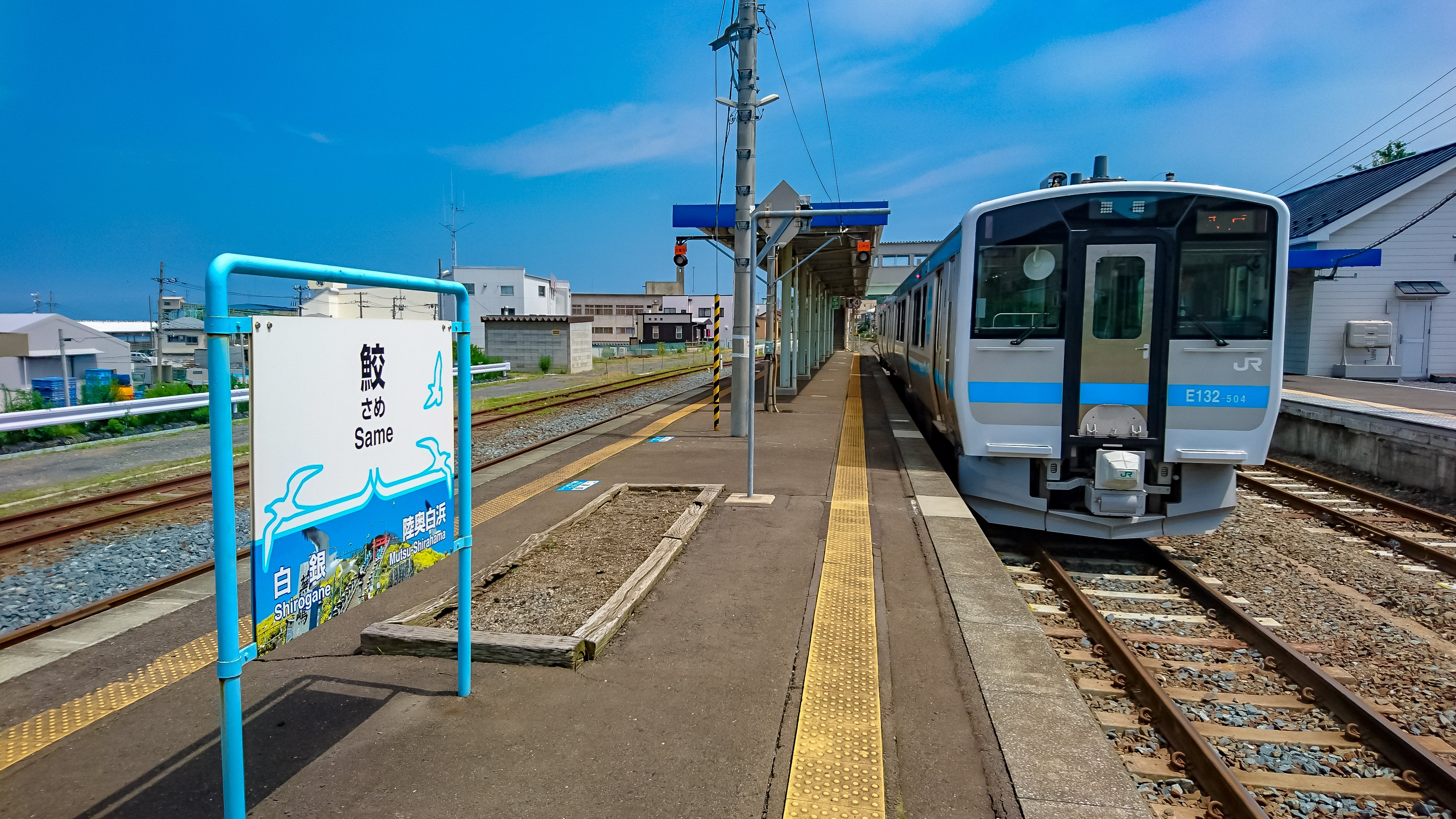
La ligne à Same.

- Longueur : 64,9 km
- Écartement : 1 067 mm
- Nombre de voies : Voie unique

### Tracé
|  |

### Liste des gares
| Gare             | Nom japonais | Distance (km) | Correspondances                                               | Localisation | Localisation        |
| ---------------- | ------------ | ------------- | ------------------------------------------------------------- | ------------ | ------------------- |
| Hachinohe        | 八戸         | 0             | JR East : Tōhoku Shinkansen Aoimori Railway : Aoimori Railway | Hachinohe    | Préfecture d'Aomori |
| Naganawashiro    | 長苗代       | 3,4           |                                                               | Hachinohe    | Préfecture d'Aomori |
| Hon-Hachinohe    | 本八戸       | 5,5           |                                                               | Hachinohe    | Préfecture d'Aomori |
| Konakano         | 小中野       | 7,3           |                                                               | Hachinohe    | Préfecture d'Aomori |
| Mutsu-Minato     | 陸奥湊       | 9,0           |                                                               | Hachinohe    | Préfecture d'Aomori |
| Shirogane        | 白銀         | 10,3          |                                                               | Hachinohe    | Préfecture d'Aomori |
| Same             | 鮫           | 11,8          |                                                               | Hachinohe    | Préfecture d'Aomori |
| Mutsu-Shirahama  | 陸奥白浜     | 17,5          |                                                               | Hachinohe    | Préfecture d'Aomori |
| Tanesashi-Kaigan | 種差海岸     | 19,6          |                                                               | Hachinohe    | Préfecture d'Aomori |
| Ōkuki            | 大久喜       | 21,8          |                                                               | Hachinohe    | Préfecture d'Aomori |
| Kanehama         | 金浜         | 24,8          |                                                               | Hachinohe    | Préfecture d'Aomori |
| Ōja              | 大蛇         | 25,8          |                                                               | Hashikami    | Préfecture d'Aomori |
| Hashikami        | 階上         | 27,5          |                                                               | Hashikami    | Préfecture d'Aomori |
| Kadonohama       | 角の浜       | 29,5          |                                                               | Hirono       | Préfecture d'Iwate  |
| Hiranai          | 平内         | 32,1          |                                                               | Hirono       | Préfecture d'Iwate  |
| Taneichi         | 種市         | 34,1          |                                                               | Hirono       | Préfecture d'Iwate  |
| Tamagawa (ja)    | 玉川         | 38,1          |                                                               | Hirono       | Préfecture d'Iwate  |
| Shukunohe        | 宿戸         | 40,0          |                                                               | Hirono       | Préfecture d'Iwate  |
| Rikuchū-Yagi     | 陸中八木     | 43,1          |                                                               | Hirono       | Préfecture d'Iwate  |
| Uge              | 有家         | 45,8          |                                                               | Hirono       | Préfecture d'Iwate  |
| Rikuchū-Nakano   | 陸中中野     | 48,4          |                                                               | Hirono       | Préfecture d'Iwate  |
| Samuraihama      | 侍浜         | 54,4          |                                                               | Kuji         | Préfecture d'Iwate  |
| Rikuchū-Natsui   | 陸中夏井     | 61,7          |                                                               | Kuji         | Préfecture d'Iwate  |
| Kuji             | 久慈         | 64,9          | Santetsu : Rias                                               | Kuji         | Préfecture d'Iwate  |

## Matériel roulant
La ligne est parcourue par des autorails série KiHa E130-500.